# Роскошное (Луганская область)
Роско́шное (укр. Розкішне) — село в Лутугинском районе Луганской области, административный центр и единственный населённый пункт Роскошнянского сельского совета. Находится под контролем самопровозглашённой ЛНР.

## Географическое положение
Село расположено на реке Ольховой. Соседние населённые пункты: город Луганск (примыкает) на севере, город Лутугино, посёлки Георгиевка (выше по течению Ольховой) на юге, Челюскинец и Ленина на юго-западе, село Переможное и аэропорт Луганска на юго-востоке, посёлки Фабричное на востоке, Хрящеватое на северо-востоке.
Через село протекает речка Ольховая. Иногда в селе случаются наводнения, последнее произошло 23 февраля 2010 года.

## История
Село Петровка возникло в результате объединения сёл Таврия, Шишальское, Борисовка, Знаменка, Комуна и Козлячье.
С 1965 года называется Роскошное.
В советское время в селе находилась центральная усадьба совхоза «Ударник», специализировавшегося на производстве молока.
После провозглашения независимости Украины оказалось в составе Украины.
Население по переписи 2001 года составляло 6482 человека.
С весны 2014 года — под контролем Луганской Народной Республики.

## Местный совет
92013, Луганская обл., Лутугинский р-н, с. Роскошное, ул. Ленина, 110.

## Транспорт
Находится в 8 км от железнодорожной станции Луганск.